# Crackdown 2
Crackdown 2 (русск. Разгон 2) — видеоигра с открытым миром, в жанре шутер от третьего лица для платформы Xbox 360. Игра Crackdown 2 была создана студией Ruffian Games, и издана Microsoft Game Studios.
Продолжение удостоенного наград приключения в вертикальном мире, игра «Crackdown 2» дает незабываемый опыт в бесконечном мире экшена, доступный только на Xbox 360. Эта игра позволяет стать судьей, коллегией присяжных и палачом в огромном, полностью доступном для исследования городе. Игра «Crackdown 2» поднимает многопользовательские игры до непревзойденного уровня с возможностью захватывающей совместной игры и мультиплеером, предоставляя вам и вашим друзьям полную свободу исследовать, разрушать и играть по-своему при восстановлении мира и справедливости в Пасифик-Сити любыми возможными средствами.

## Игровой процесс
Собственно мы оказываемся в огромном городе, полностью открытым для исследования, в котором перед нами стоят две задачи — уничтожить Сеть и остановить распространение вируса. Первую из поставленных задач предлагается решить посредством уже знакомой войны за территории — захватываем все стратегические точки в районе и территория наша. Со второй задачей немного сложнее. У Агентства, как у стереотипного американского генерала, в голове существует только один способ обуздания заразы, а именно: скинуть в логово врагу бочку с напалмом и разрушить там всё и вся . Логово «фриков» легко обнаружить с помощью системы Протуберанец: очень хитрой сети маяков с мощным ультрафиолетовым излучением. Монстры солнечный свет не переносят вот мы им и вломим! Далее идет захват стратегических точек с последующей активацией узлов системы и сбросом маяка в логово нежити с последующей обороной оного прибора от разбушевавшихся монстров.

## Сюжет
Пролог:
После триумфальной победы Агентства над организованной преступностью, Pacific City мог бы спать спокойно. Не дождетесь! От спокойной жизни в городе эти неблагодарные людишки начали критиковать власть и бредить мыслями революционного характера. А тут ещё на улицы вырвался смертоносный вирус, превращающий людей в уродов (англ. Freaks). И эти уроды хотят кушать. Причем, кушать не кого-нибудь, а мирных граждан и Агентов. От такого расклада вся прогрессивно настроенная общественность объединилась в группировку под названием «Сеть» (англ. Cell). Действует эта самая Сеть посредством огнестрельного оружия главным образом против Агентства, так как свято верит, что у оного припрятан в закромах антидот от вируса. Агентство этих предположений не подтверждает, но и не опровергает. В общем, как всегда: власти скрывают, партизаны молчат и стреляют. Соответственно, многих Агентов покрошили в кибер фарш и у власть предержащих начал наблюдаться острый дефицит кадров. Тут-то в дело вступает наш протагонист.
Действия в настоящем времени:
Агент выполняет задания Голоса Агентства. Под его командованием, игрок уничтожает «Сеть», и готовится к экзекуции мутантов. Он готовится к запуску специального маяка, использующегося в качестве абсолютного оружия против монстров. Единственной преградой к запуску становиться особо сильный монстр, который когда-то был таким же, как и вы, Агентом…

## Загружаемый контент
Дополнение под названием Toy Box стало первым и открывает перед игроками режим отладки «Keys to the City», в котором те смогут проявить все свои творческие навыки. Аналогичный режим уже присутствовал в оригинале. Номером два стало дополнение Deluge.

## Отзывы
| Сводный рейтинг | Сводный рейтинг |
| Агрегатор       | Оценка          |
| --------------- | --------------- |
| GameRankings    | 70,68 %         |